# Franco Giaffreda
Franco Giaffreda, nato Salvatore Francesco Giaffreda (Lecco, 29 luglio 1970), è un chitarrista, cantante e compositore italiano.

## Biografia
Nato a Lecco, da ragazzino si interessa alla chitarra elettrica, ispirandosi ai chitarristi degli anni settanta, in particolar modo a Ritchie Blackmore e Jimi Hendrix, suoi primi idoli. Nel 1997 si diploma al conservatorio Giuseppe Verdi di Como in chitarra classica.
Nel 1989 fonda la band Evil Wings con la quale suonerà fino al 2002, registrando 4 album in studio, 1 DVD live e alcune compilation tributo. Nel 2000 collabora con il cantautore rock Massimo Priviero per diversi concerti e alcune apparizioni televisive, tra le quali Help di Red Ronnie, e registra un paio di brani per il suo nuovo album, tra cui San Valentino, usciti poi nel disco Poetika (Duck Records 2000).
Nel 2004 registra il suo primo album solista, Angeli nel vento (Afre Music, 2004), un concept album sul tema dell'infanzia, prodotto a scopo benefico. Nello stesso anno fonda insieme al suo storico batterista Walter Rivolta i Supernova, gruppo hard rock in lingua italiana. Durante un concerto della band viene notato da Nic Potter, bassista dei Van Der Graaf Generator, che lo invita a partecipare a un evento a Guastalla con David Jackson, Tony Pagliuca e Gigi Cavalli Cocchi, concerto poi pubblicato da Nic Potter col titolo di Nic Potter and friends: Live in Italy (Zomart, 2006).
Nel 2007 viene chiamato da Claudio Dentes a registrare due album del cantautore Fabio Concato, Azzurro e Concato e Oltre il giardino insieme a Tullio De Piscopo, Flavio Premoli, Antonella Ruggiero, Lucio Fabbri e altri artisti.
L'anno seguente, partecipa alla reunion del Biglietto per l'inferno, gruppo progressive-rock degli anni '70, questa volta in versione folk. Con loro registra Tra l'assurdo e la ragione (AMS Records, 2009), andando in tour nei 4 anni successivi. Da ricordare la partecipazione al secondo Prog Exhibiton Festival a Roma nel 2011 (Immaginifica/Edel 2012), insieme a Martin Barre, chitarrista dei Jethro Tull. Contemporaneamente alla sua permanenza nel Biglietto per l'Inferno Giaffreda riforma gli Evil Wings nel 2011 per un unico album, Kaleidoscope (Fuel Records/Self), facendo ritornare il nome della band nel circuito musicale con una serie di concerti e un'apparizione a Rock TV.
Uscito dai Biglietto per l'inferno nel 2013, Giaffreda entra nella tribute band Get'em Out, in veste di cantante/flautista. Le esibizioni riproponevano lo spettacolo dei Genesis nel periodo 1970/1975, con maschere e costumi. Il gruppo si è esibito in tournée, al Blue Note di Milano e in vari festival. L'esperienza con la band si conclude nell'estate del 2019.
Nel 2019 registra il suo secondo album solista Gli strani giorni di Noi Nessuno, concept album sul tema del conflitto fra esseri umani nella società contemporanea. L'anno successivo 2020 compone un nuovo concept album dal titolo Apologia di un destino comune. In questo lavoro viene narrata la storia di tre persone, prima e dopo l'avvento della pandemia di COVID-19. L'album esce nel gennaio 2021. Ospite nel brano Incredibile realtà il bassista Michael Manring.
Nell'autunno del 2021 entra a far parte della storica progressive-band Alphataurus come cantante principale. 
Nel gennaio 2023 pubblica il live Free Space Orchestra, album che contiene brani della produzione di Giaffreda riarrangiati in chiave Jazz-rock dai musicisti coinvolti nel progetto. Nel marzo 2024, in occasione dei trent'anni dal primo album "Evil Wings", pubblica il video "Time has Wings" insieme alla storica band Evil Wings , seguito, pochi mesi dopo, dal nuovo video "Fake It Truly". Le due canzoni usciranno poi nel settembre del 2024, su CD in edizione limitata, nella raccolta "Time has Wings" insieme a brani inediti e live del passato della band.
Il 4 ottobre 2024 esce per la AMS Record l'album "2084 - Viaggio nel nulla" della band Alphataurus, registrato nell'estate 2023 dove Giaffreda oltre ad essere il cantante suona alcune parti di chitarra e flauto traverso.
Parallelamente all'attività di musicista, Giaffreda è docente di scuola secondaria di primo grado e insegnante di chitarra.

## Discografia

### Discografia solista
- 2004 - Angeli nel Vento
- 2016 - Queen of the Highway (EP)

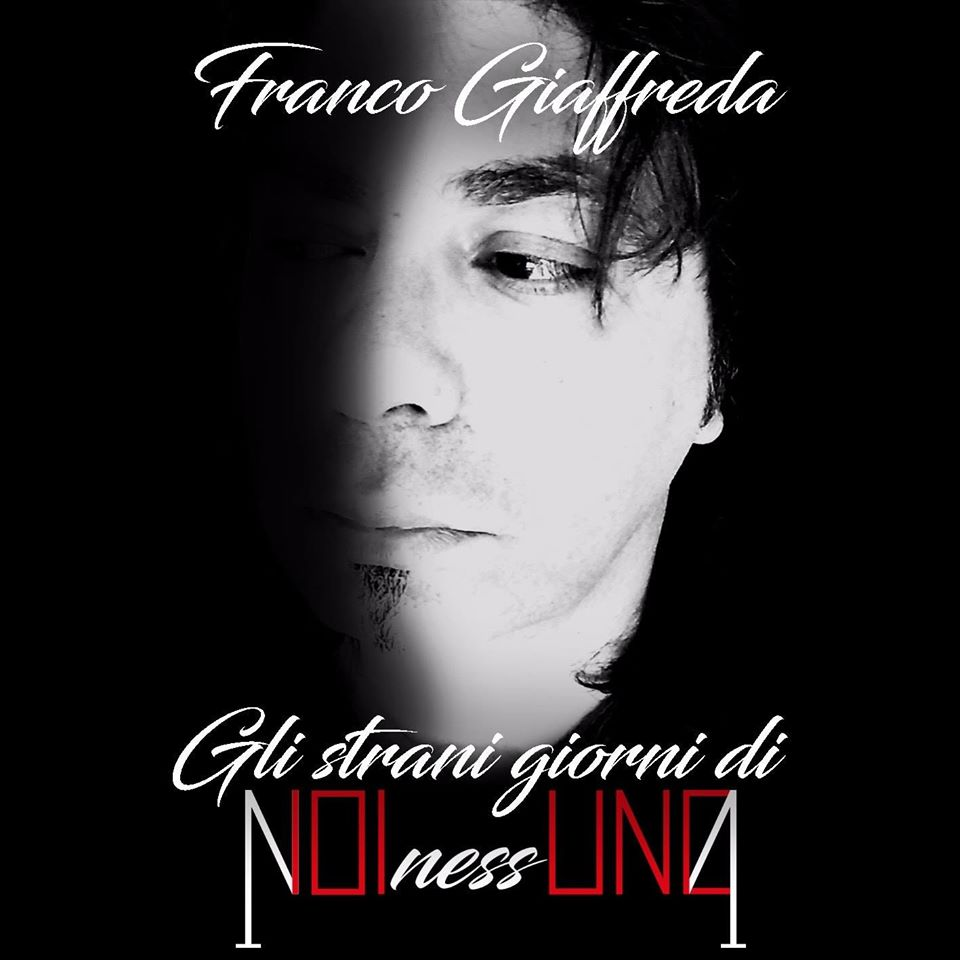
Copertina dell'album "Gli strani giorni di Noi NessUno"

- 2019 - Gli strani giorni di Noi Nessuno
- 2021 - Apologia di un destino comune
- 2023 - Free Space Orchestra (Live)

### Con Evil Wings
Album in studio
- 1994 - Evil Wings
- 1996 - Brightleaf
- 1999 - Colors of the New World
- 2001 - Kite
- 2011 - Kaleidoscope
- 2024 - Time Has Wings

Album dal vivo
- 2003 - Shine in the Neverending Space

Partecipazioni a compilation
- 1994 - Underground Symphony
- 1999 - Voices: A Tribute to Dream Theater
- 2000 - The Attack of the Dragons: A Tribute to Queen

DVD
- 2003 - Shine in the Neverending Space

Demo
- 1989 - Shadeless Mountain
- 1992 - Behind the Sky

### Con Fabio Concato
- 2007 - Azzurro e Concato
- 2007 - Oltre il Giardino

### Con Biglietto per l'Inferno.folk
- 2009 - Tra l'assurdo e la ragione
- 2012 - Prog Exhibition II: festival della musica Immaginifica
- 2013 - The Amazing World of Prog compilation

### Con Alphataurus
- 2024 - 2084 Viaggio nel nulla

DVD
- 2012 - Live in Barzio

### Altre collaborazioni
- 2000 - Massimo Priviero: Poetika
- 2005 - Supernova - Supernova
- 2008 - Nic Potter e Friends: Live in Italy 2006
- 2009 - Synthesis - Rebirth
- 2010 - Marta: Rebel Baby
- 2011 - Synthesis - Lights and Shadows
- 2016 - PRS Project Rock School - One
- 2022 - Heavy Meal - Mr HM
- 2023 - Synthesis - Distopia

DVD
- 2015 - Get'em out - Genesis Tribute 1970/1975 - Teatro di Milano
- 2020 - Get'em out - La storia di Mr. Rael - compilation various artists